# Przyłogi
Przyłogi – wieś w Polsce położona w województwie świętokrzyskim, w powiecie koneckim, w gminie Smyków.
| SIMC    | Nazwa   | Rodzaj    |
| ------- | ------- | --------- |
| 0992579 | Górka   | część wsi |
| 0992562 | Mostki  | część wsi |
| 0270053 | Znajoma | część wsi |

Przez wieś przechodzi  zielony szlak rowerowy z Sielpii Wielkiej do Błotnicy.
Wierni Kościoła rzymskokatolickiego należą do parafii Matki Bożej Częstochowskiej w Miedzierzy.
W latach 1954-1972 wieś była siedzibą gromady Przyłogi. W latach 1975–1998 miejscowość administracyjnie należała do województwa kieleckiego.